# Mossljung
Mossljung (Harrimanella hypnoides) är en art i familjen ljungväxter och förekommer i norra Europa, nordöstra Nordamerika och på Grönland.
Den blommar hela senare delen av fjällsommaren.
Arten avbildas på Trädgårdsamatörerna i Göteborgs emblem.
Tidigare kallades den bland annat Cassiope hypnoides.